# Épater la bourgeoisie
Épater la bourgeoisie ou épater le (ou les) bourgeois é uma frase francesa que se tornou um grito de guerra para os poetas decadentes da última parte do século XIX, incluindo Charles Baudelaire e Arthur Rimbaud. A frase significa chocar a burguesia, em francês.
Os decadentes, fascinados como  eram pelo haxixe, ópio e absinto, encontraram, no romance de Joris-Karl Huysmans, À rebours (1884), um herói sexualmente perverso que se isola a si mesmo em sua casa, aquecendo-se do cansaço da vida ou ennui, longe da sociedade burguesa que ele desprezava.
Os estetas na Inglaterra, tais como Oscar Wilde, compartilharam destes mesmos fascínios. Esta celebração de "insalubridade" e devoção "não natural" à vida, arte e excesso têm sido um contínuo tema cultural.